# 북위 29도
북위 29도는 적도로부터 북쪽으로 29도 떨어진 위선이다. 아프리카, 아시아, 인도양, 태평양, 북아메리카, 대서양을 지난다. 
이 위도에서의 일조시간은 하지일 때 14시간 0분, 동지일 때 10시간 18분이다.

## 지나가는 지역
북위 29도선은 본초 자오선에서 동쪽 방향으로 다음 지역들을 지나간다.
| 좌표                                                    | 국가·지역·해역                                                                 | 비고 |
| ------------------------------------------------------- | ------------------------------------------------------------------------------ | --- |
| 북위 29° 0′ 동경 0° 0′  / 북위 29.000° 동경 0.000°      | 알제리                                                                         | |
| 북위 29° 0′ 동경 9° 52′  / 북위 29.000° 동경 9.867°     | [[파일:{{{국기그림-과도정부}}}\|22x20px\|border \|리비아\|링크=리비아]] 리비아 | |
| 북위 29° 0′ 동경 25° 0′  / 북위 29.000° 동경 25.000°    | 이집트                                                                         | |
| 북위 29° 0′ 동경 32° 37′  / 북위 29.000° 동경 32.617°   | 홍해                                                                           | 수에즈만 |
| 북위 29° 0′ 동경 33° 11′  / 북위 29.000° 동경 33.183°   | 이집트                                                                         | 시나이반도 |
| 북위 29° 0′ 동경 34° 41′  / 북위 29.000° 동경 34.683°   | 홍해                                                                           | 아카바만 |
| 북위 29° 0′ 동경 34° 52′  / 북위 29.000° 동경 34.867°   | 사우디아라비아                                                                 | |
| 북위 29° 0′ 동경 47° 27′  / 북위 29.000° 동경 47.450°   | 쿠웨이트                                                                       | |
| 북위 29° 0′ 동경 48° 10′  / 북위 29.000° 동경 48.167°   | 페르시아만                                                                     | |
| 북위 29° 0′ 동경 50° 56′  / 북위 29.000° 동경 50.933°   | 이란                                                                           | |
| 북위 29° 0′ 동경 61° 31′  / 북위 29.000° 동경 61.517°   | 파키스탄                                                                       | 발루치스탄주 펀자브주                                                                                           |
| 북위 29° 0′ 동경 72° 51′  / 북위 29.000° 동경 72.850°   | 인도                                                                           | 라자스탄주 하리아나주 우타르프라데시주 우타라칸드주                                                             |
| 북위 29° 0′ 동경 80° 8′  / 북위 29.000° 동경 80.133°    | 네팔                                                                           | |
| 북위 29° 0′ 동경 84° 9′  / 북위 29.000° 동경 84.150°    | 중화인민공화국                                                                 | 티베트 자치구                                                                                                   |
| 북위 29° 0′ 동경 94° 10′  / 북위 29.000° 동경 94.167°   | 인도                                                                           | 아루나찰프라데시주 - 중화인민공화국이 일부 영유권 주장                                                          |
| 북위 29° 0′ 동경 96° 11′  / 북위 29.000° 동경 96.183°   | 중화인민공화국                                                                 | 티베트 - 12km                                                                                                   |
| 북위 29° 0′ 동경 96° 18′  / 북위 29.000° 동경 96.300°   | 인도                                                                           | 아루나찰프라데시주(약 17km) - 중화인민공화국이 일부 영유권 주장                                                 |
| 북위 29° 0′ 동경 96° 29′  / 북위 29.000° 동경 96.483°   | 중화인민공화국                                                                 | 티베트 윈난성 (약 14km) 쓰촨성 충칭시 구이저우성 충칭시 (약 10km) 구이저우성 충칭시 후난성 장시성 푸젠성 저장성 |
| 북위 29° 0′ 동경 121° 41′  / 북위 29.000° 동경 121.683° | 동중국해                                                                       | 일본 도카라 열도                                                                                                |
| 북위 29° 0′ 동경 129° 7′  / 북위 29.000° 동경 129.117°  | 태평양                                                                         | |
| 북위 29° 0′ 서경 118° 23′  / 북위 29.000° 서경 118.383° | 멕시코                                                                         | 과달루페섬 |
| 북위 29° 0′ 서경 118° 18′  / 북위 29.000° 서경 118.300° | 태평양                                                                         | |
| 북위 29° 0′ 서경 114° 36′  / 북위 29.000° 서경 114.600° | 멕시코                                                                         | 바하칼리포르니아주                                                                                              |
| 북위 29° 0′ 서경 113° 33′  / 북위 29.000° 서경 113.550° | 칼리포르니아만                                                                 | |
| 북위 29° 0′ 서경 113° 8′  / 북위 29.000° 서경 113.133°  | 멕시코                                                                         | 앙헬데라과르다섬                                                                                                |
| 북위 29° 0′ 서경 113° 7′  / 북위 29.000° 서경 113.117°  | 칼리포르니아만                                                                 | |
| 북위 29° 0′ 서경 112° 30′  / 북위 29.000° 서경 112.500° | 멕시코                                                                         | 티부론섬 |
| 북위 29° 0′ 서경 103° 17′  / 북위 29.000° 서경 103.283° | 미국                                                                           | 텍사스주 - 약 17km                                                                                              |
| 북위 29° 0′ 서경 103° 7′  / 북위 29.000° 서경 103.117°  | 멕시코                                                                         | |
| 북위 29° 0′ 서경 100° 39′  / 북위 29.000° 서경 100.650° | 미국                                                                           | 텍사스주 |
| 북위 29° 0′ 서경 95° 13′  / 북위 29.000° 서경 95.217°   | 멕시코만                                                                       | |
| 북위 29° 0′ 서경 89° 22′  / 북위 29.000° 서경 89.367°   | 미국                                                                           | 루이지애나주 미시시피강 삼각주                                                                                  |
| 북위 29° 0′ 서경 89° 9′  / 북위 29.000° 서경 89.150°    | 멕시코만                                                                       | |
| 북위 29° 0′ 서경 82° 46′  / 북위 29.000° 서경 82.767°   | 미국                                                                           | 플로리다주 |
| 북위 29° 0′ 서경 80° 52′  / 북위 29.000° 서경 80.867°   | 대서양                                                                         | 스페인 라팔마섬(북위 28° 51′ 서경 17° 54′  / 북위 28.850° 서경 17.900° ) 북쪽 통과                              |
| 북위 29° 0′ 서경 13° 49′  / 북위 29.000° 서경 13.817°   | 스페인                                                                         | 란사로테섬 |
| 북위 29° 0′ 서경 13° 29′  / 북위 29.000° 서경 13.483°   | 대서양                                                                         | |
| 북위 29° 0′ 서경 10° 33′  / 북위 29.000° 서경 10.550°   | 모로코                                                                         | |
| 북위 29° 0′ 서경 8° 14′  / 북위 29.000° 서경 8.233°     | 알제리                                                                         | |

## 같이 보기
- 북위 28도
- 북위 30도